# Sami Brady
Sami Brady is een personage uit de soapserie Days of our Lives. Het personage werd op het scherm geboren op 16 oktober 1984 en de rol werd door zeven kinderactrices gespeeld. In 1993 begon de 17-jarige actrice Alison Sweeney met de rol en speelt deze nog steeds. In 2005 werd de rol even gerecast door Dan Wells als haar mannelijk alter ego Stan toen Sweeney met zwangerschapsverlof was.
Sinds ze de rol startte is ze uitgegroeid tot een van de grootste onruststokers uit de serie die altijd plannetjes bedenkt om mensen te pesten. Ze ontving al 5 Soap Opera Digest Awards en op de ceremonie van de Emmy's in 2002 kreeg ze een speciale prijs voor Amerika's meest geliefde slechterik. Sami leeft meestal met het grootste deel van de bevolking van Salem in onmin. Ze werd goed bevriend met Brandon Walker, maar ook dat liep mis. Daarna stortte ze vaak haar hart uit bij Julie Williams, die toen ze jong was een gelijkaardig leven leed als dat van Sami. In januari 2014 kondigde Alison Sweeney haar vertrek aan bij de serie. Het personage, Sami, zal waarschijnlijk nog tot het einde van dit jaar in de serie verschijnen. Sami zal terugkeren in oktober 2015 na de dood van haar oudste zoon, Will.

## Personagebeschrijving
Sami en haar tweelingbroer Eric werden geboren in 1984 en zijn de kinderen van Roman Brady en Marlena Evans. Sami's volledige naam is Samantha en ze werd genoemd naar de vermoorde tweelingzus van haar moeder, Samantha Evans. Haar middelste naam is Gene die afgeleid is van Eugene Bradford, een goede vriend van Marlena.
Sami leerde haar vader pas jaren later kennen, Roman werd in 1984 dood gewaand en in 1986 kwam John Black naar Salem. Stefano DiMera had hem gehersenspoeld en liet hem denken dat hij Roman was. Iedereen trapte erin en dacht dat hij plastische chirurgie had ondergaan na zijn zware val waarbij hij dood gewaand werd. Marlena werd in 1987 door Stefano ontvoerd en iedereen dacht dat ze bij een vliegtuigcrash om het leven was gekomen. Sami, Eric en hun halfzus Carrie werden nu door Roman/John opgevoed. Later begon Roman een relatie met Isabella Toscano, die nu ook voor de kinderen zorgde. In 1991 kwam Marlena terug naar Salem, na vier jaar vast gezeten te hebben op een eiland. Kort daarna bleek kwam de echte Roman ook terug en bleek dat Roman II iemand anders was waarop hij de naam John Black aannam. Dit alles zou Sami traumatiseren en ertoe bijdragen dat ze een labiele persoonlijkheid werd met verlatingsangst. Hoewel ze van John hield probeerde ze alles te doen om haar echte vader en moeder te verenigen.
In 1992 werd de tweeling naar Colorado gestuurd om bij hun grootouders te gaan wonen. Eric zou daar tot 1997 blijven, maar Sami kwam al in 1993 terug en werd toen verouderd om haar personage meer verhaallijn te geven. Sami werd smoorverliefd op Austin Reed, de vriend van haar oudere zus Carrie. Ze betrapte haar moeder en John Black toen ze seks hadden in de vergaderzaal van Titan Publishing en Sami was woedend op haar moeder en John, van wie ze vijf jaar dacht dat hij haar vader was. Ze zwoer om haar vader te beschermen en dat hij de waarheid niet zou ontdekken.